# Jumma Miyazaki
Jumma Miyazaki (宮崎 純真 Miyazaki Jumma?, Tokio, 10 de abril de 2000) es un futbolista japonés que juega como delantero en el Ventforet Kofu.

## Trayectoria
En 2019 se unió al Ventforet Kofu.

## Clubes
| Club           | País  | Año   |
| -------------- | ----- | ----- |
| Ventforet Kofu | Japón | 2019- |

## Estadística de carrera

### J. League
| Club           | Año   | J. League | J. League | Copa J. League | Copa J. League | Total | Total |
| Club           | Año   | Part.     | Goles     | Part.          | Goles          | Part. | Goles |
| -------------- | ----- | --------- | --------- | -------------- | -------------- | ----- | ----- |
| Ventforet Kofu | 2019  | 11        | 1         | -              | -              | 11    | 1     |
| Total          | Total | 11        | 1         | 0              | 0              | 11    | 1     |

## Palmarés

### Títulos nacionales
| Título             | Club           | País  | Año  |
| ------------------ | -------------- | ----- | ---- |
| Copa del Emperador | Ventforet Kofu | Japón | 2022 |